# 協同物種形成
協同物種形成指不同物種間平行的物種形成過程。

## 人類與蝨子間的協同物種形成
寄生蟲與寄主之間通常有很緊密的關係，牠們無法離開寄主太久，終身生活於寄主身上或體內；而且有高度專一性，一種寄生蟲只寄生於某種寄主，甚至是某個部位。因此研究寄生蟲也可以很好的得知寄主的演化過程。
多數靈長類身上只有一種蝨子，人類身上卻有三種：頭蝨、體蝨和陰蝨。其中黑猩猩蝨（Pediculus schaeffi）和人類頭/體蝨為同一屬；大猩猩蝨（Pthirus gorillae）則和人類陰蝨同一屬。

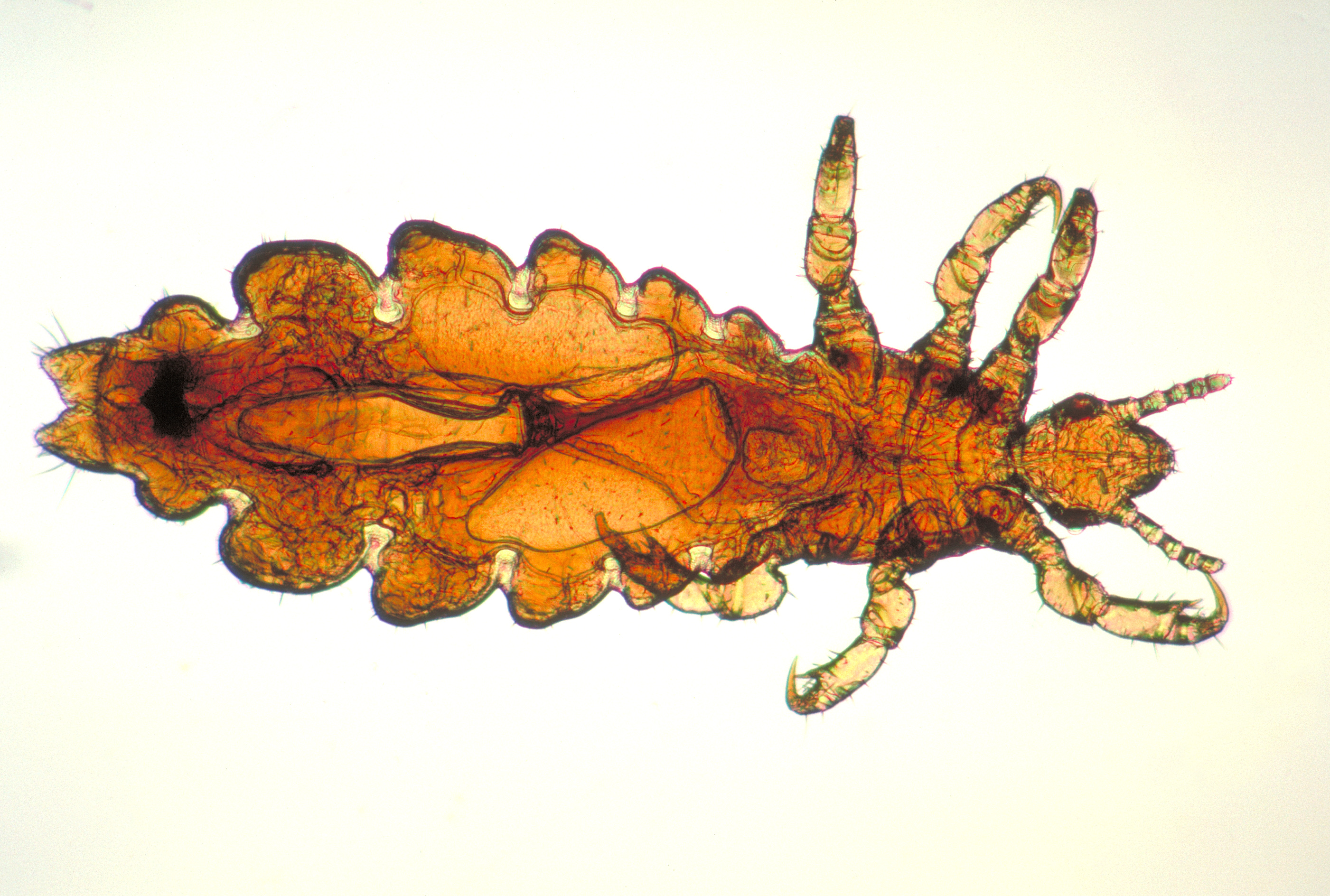
人類頭蝨（Pediculus h. capitis）
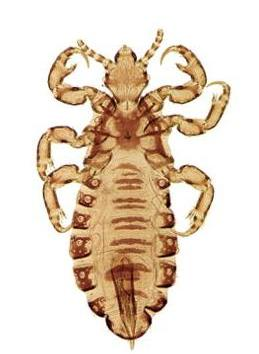
人類體蝨（Pediculus h. humanus）
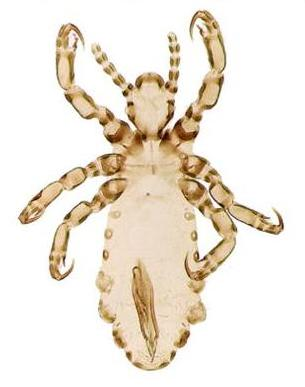
黑猩猩蝨（Pediculus schaeffi）
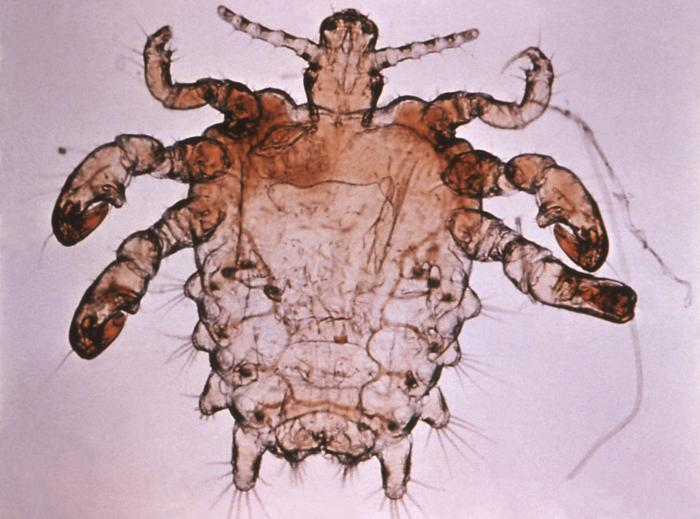
人類陰蝨（Pthirus pubis）
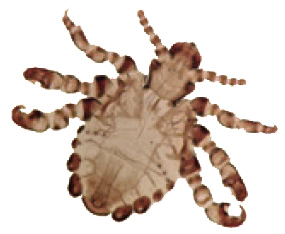
大猩猩蝨（Pthirus gorillae）

由人類DNA的研究得知：黑猩猩和人類的祖先在約6百萬年前分枝，而大猩猩與黑猩猩/人類的共同祖先則在約7百萬年前分枝。另外根據寄生蟲學者的研究：黑猩猩蝨與人類頭/體蝨的共同祖先在約640萬年前分枝，而大猩猩蝨與人類陰蝨的共同祖先則在約330萬年前分枝；而且，Pediculus屬和Pthirus屬的蝨子的共同祖先是在約1300萬年前分枝，早於大猩猩與黑猩猩/人類的分枝約6百萬年。
寄生蟲學者對這個結果有兩種假說：一是大猩猩蝨在3、4百萬年前突然"跳"到人類身上；第二是靈長類身上本來就有多種蝨子，只是其他所有靈長類身上的蝨子都滅絕到只剩一種，只有人類仍然保持多種。寄生蟲學者認為可能的演化是這兩種假說的結合：1300萬年前，Pediculus屬和Pthirus屬的蝨子在大猩猩/黑猩猩/人類的共同祖先上分枝；700萬年前，大猩猩與黑猩猩/人類的祖先帶著牠們身上的蝨子分枝，不過，Pediculus屬的蝨子在大猩猩身上消失，而Pthirus屬的蝨子在黑猩猩/人類的祖先身上消失。6百萬年前，黑猩猩和人類分枝，牠們身上的蝨子也跟著分成兩個物種。最後，在約3百萬年前，大猩猩身上的蝨子由於未知的原因轉移到人類身上，造成只有人類有多種蝨子。
大猩猩蝨是怎麼轉移到人類身上是個有趣的問題。陰蝨靠吸血維生，離開寄主超過24小時便會死亡，而且大多藉由性交傳播。不過寄生蟲學者認為大猩猩與史前人類之間的人獸交是不太可能發生的；比較有可能發生的情況是史前人類與大猩猩有過（非性慾上的）親密接觸：人類可能是大猩猩的掠食者，或史前人類懶得自己鋪床，因此睡在大猩猩遺棄的巢穴中。
頭蝨與體蝨之間的分化也是很有趣的問題。頭/體蝨同樣是Pediculus屬的蝨子，與陰蝨不同，頭/體蝨以毛髮碎屑等為食。頭蝨僅生活局限於頭髮中，體蝨則生存局限於衣物、被褥中。寄生蟲學者根據DNA的研究推測頭蝨與體蝨大約在7萬±4萬年前分枝。這個結果建議：人類大約在10萬年前之前失去了大部份像猩猩們一樣的體毛，並且開始穿著衣服。由於衣服無法形成化石，過去古人類學者認為人類早在50萬年前便失去大部份體毛並開始穿著衣服了。